# Kenan Fatkič
Kenan Fatkič (20 agosto 1997) è un calciatore sloveno, centrocampista del Neuchâtel Xamax.

## Caratteristiche tecniche
È un trequartista.

## Carriera

### Club
Ha esordito fra i professionisti il 22 luglio 2017 con la maglia del Chiasso in occasione del match di Challenge League pareggiato 2-2 contro il Servette.

### Nazionale

#### Nazionali giovanili
Con la Nazionale Under-21 slovena ha disputato 3 partite di qualificazione per il Campionato europeo di calcio Under-21 2019.

## Statistiche

### Presenze e reti nei club
Statistiche aggiornate all'11 Agosto 2018.
| Stagione        | Squadra         | Campionato      | Campionato | Campionato | Coppe nazionali | Coppe nazionali | Coppe nazionali | Coppe continentali | Coppe continentali | Coppe continentali | Altre coppe | Altre coppe | Altre coppe | Totale | Totale | Totale |
| Stagione        | Squadra         | Comp            | Pres       | Reti       | Comp            | Pres            | Reti            | Comp               | Pres               | Reti               | Comp        | Pres        | Reti        | Pres   | Reti   |        |
| --------------- | --------------- | --------------- | ---------- | ---------- | --------------- | --------------- | --------------- | ------------------ | ------------------ | ------------------ | ----------- | ----------- | ----------- | ------ | ------ | ------ |
| 2017-2018       | Chiasso         | ChL             | 35         | 2          | CS              | 1               | 0               |                    | -                  | -                  |             | -           | -           | 36     | 2      |        |
| Totale carriera | Totale carriera | Totale carriera | 35         | 2          |                 | 1               | 0               |                    | -                  | -                  |             | -           | -           | 36     | 2      |        |